# Han-Hendrik Piho
Han-Hendrik Piho (Võru, 24 aprile 1993) è un ex combinatista nordico estone.
È fratello di Kail, a sua volta combinatista nordico di alto livello.

## Biografia
Piho ha debuttato nel Circo bianco partecipando alla Coppa Continentale 2010. L'anno dopo ha esordito ai Campionati mondiali a Oslo 2011, dove si è classificato 50º nel trampolino lungo e 12º nella gara a squadre dal trampolino normale.
Ha esordito in Coppa del Mondo il 3 marzo 2012 a Lahti (48º) e nel 2013 ha preso parte ai Mondiali juniores di Liberec, dove ha vinto la medaglia di bronzo nella 10 km dal trampolino normale, e ai Mondiali della Val di Fiemme, dove si è classificato 33º nel trampolino normale, 43º nel trampolino lungo, 10º nella sprint a squadre dal trampolino lungo e 11º nella gara a squadre dal trampolino normale.
Ha debuttato ai Giochi olimpici invernali a Soči 2014, dove si è piazzato 43º nel trampolino normale e 36º nel trampolino lungo; l'anno dopo ai Mondiali di Falun 2015 è stato 38º nel trampolino normale e 10º nella gara a squadre dal trampolino normale. Ai Mondiali di Lahti 2017 si è classificato 47º nel trampolino normale, 39º nel trampolino lungo, 9º nella gara a squadre dal trampolino normale e 12º nella sprint a squadre dal trampolino lungo.

## Palmarès

### Mondiali juniores
- 1 medaglia:
  - 1 bronzo (10 km dal trampolino normale a Liberec 2013)

### Coppa del Mondo
- Miglior piazzamento in classifica generale: 49º nel 2014